# Трепанација лобање у средњовековној Војводини
Трепанација лобање у средњовековној Војводини посебна је врста операције која се вршила на глави живог човека, пробијањем костију лобање нарочитим сврдлом, како би особа над ким се та операција изврши или оздравила или умрла од трајне „бољоглаве“ која је настала услед какве повреде у завади или пада са висине. Шароњање је, у зависности од умешности видар, преживљавало између две трећине и три четвртине пацијената.
Анализе људских лобања не пружају увек податке о разлозима вршења ових операција у од касног палеолита до касног средњег века, али је сигурно да са гледишта историје медицине, трепанације уочене на лобањама са археолошких локалитета сведоче о постојању својеврсне, народне медицинске праксе, која сеже много даље у прошлост него што нам на то указују писани извори.
Најстарији материјални докази о трепанацијама лобање у средњовековној Војводини потичу из аварског периода (7–8. век), са археолошког локалитета Стара Моравица, северна Бачка. У Банату, лобање са трепанацијама откривене су на два локалитета – Манастириште – Мајдан,северни Банат, две лобање из периода од 11. до 15. века и Преко Слатине – Омољица, јужни Банат, лобања са некрополе из 12 до 13. века. У Срему је документован један налаз на локалитету у Сремској Митровици из периода од 13. до 16. века.

## Општа разматрања
Са разликама у начинима извођења у зависности од периода и проучаване културе, трепанација се практикује од касног палеолита у готово свим деловима света и још увек се користи у савременој медицини.
У области Карпатског басена симболичне трепанације су карактеристичне за период досељавања Мађара, али са примањем хришћанства овај обичај постепено нестаје.
На простору централног и западног Балкана откривен број лобања са трепанацијом је релативно мали. На локалитетима у Србији пронађено је свега десетак. Конкретно, некропола бронзаног доба код Мокрина дала је осам лобања,  затим следи једна лобањаиз Криве Реке, датована у гвоздено доба, као и једна или две лобање са Виминацијума из римског периода.
Археолози у Србији су, својевремено,тврдили да су наилазили на трепаниране лобањена појединим средњовековним локалитетима –посебно у Војводини – међутим, ниједна од тих лобања, антрополошки обрађена
Видари у средњовековној Војводини, који су овај занат преузели од видра са других простора Балканског полуострава или Европе, олако су се одлучивали на шароњање (нарочито у забитим крајевима), код повреде главе, падавице, махнитања и главобоље. Начине ли отвор на лобањи, они су очекивали да ће ту изаћи болест, а и нечастиви. Сам захват слично се радио и у другим крајевима (нпр. у прошлости Перуа, Француске).
У Историји медицине постоји схватање да доказ о постојању вештине трепанације лобање (како се данас то стручним језиком зове), у било којој цивилизацији, или друштвеном раздобљу, треба узети као доказ постојања развијене хирургије. Па се присталице народне, или етномедицине, и данс често користе њом како би доказале своју стручност. Али остаје питање: који су били разлози за обављање таквог захвата у средњем веку, јер недостају медицинска објашњења: шта то на можданим опнама и мозгу народни видар види?

## Материјални докази
Бронзано доба
Најстарији примери овог вида хирургије у Србији потичу из Војводине са локалитета из бронзаног доба у Мокрину (општина Кикинда, северни Банат), где су Фаркаш и Липтак уочили трагове трепанација на осам лобања. Сматра се да су оне вршене ради отклањања последица повреда проистеклих из честих борби током раног бронзаног доба.
Средњи век
Из средњовековног периода са територије Војводине, потиче пет лобања са трепанацијама – три из Баната и по једна из Бачке и Срема.
Најстарија средњовековна лобања са трепанацијом на левој теменој кости, откривена је на некрополи аварског периода (7–8. век) у Старој Моравици (локалитет Коплало, општина Бачка Топола).
Из периода 11. до 15. век са траговима трепанације потичу две лобање откривене истраживањем гробља на налазишту Манастириште у Мајдану (општина Нови Кнежевац, северни Банат).
На локалитету 85 у Сремској Митровици, из гроба 159, који се датује у период 13. до 16 века, потиче лобања жене са елипсоидном трепанацијом на левој паријеталној кости, вероватно извршене у циљу излечења од последица повреда, чији трагови постоје на неколико места на лобањским костима.